# فرودگاه صحرایی کوئیل
 فرودگاه صحرایی کوئیل (به انگلیسی: Quail Field) یک فرودگاه خصوصی است که یک باند فرود چمن دارد و طول باند آن ۴۰۶ متر است. این فرودگاه در کشور ایالات متحده آمریکا قرار دارد و در ارتفاع ۴۹۰ متری از سطح دریا واقع شده است.